# Perebea mollis
Perebea mollis là một loài thực vật có hoa trong họ Moraceae. Loài này được (Poepp. & Endl.) Huber mô tả khoa học đầu tiên năm 1909.